# Pièce de 10 dollars américains Turban Head
La pièce de 10 dollars américains Turban Head, également connu sous le nom d’eagle Capped Bust, est une pièce d’or de dix dollars, ou eagle, frappée par la Monnaie des États-Unis de 1795 à 1804. Conçue par Robert Scot, elle est la première de la série des eagles, qui se poursuit jusqu’à ce que la Monnaie cesse de frapper des pièces d’or pour la circulation en 1933. Le nom commun est en réalité impropre : la Liberté ne porte pas un turban, mais un bonnet, que certains pensent être un pileus ou un bonnet phrygien ; ses cheveux s’enroulant autour de la coiffe lui donnent l’apparence d’un turban.
L’eagle est la plus grande dénomination autorisée par le Coinage Act de 1792, qui établit la Monnaie. Elle n'est frappée qu’en 1795, la Monnaie ayant d’abord produit des pièces en cuivre et en argent. Le nombre d’étoiles à l’avers doit, à l’origine, correspondre au nombre d’États, mais avec l’arrivée du 16e État, cette idée est abandonnée au profit de 13 étoiles, en hommage aux États fondateurs. Le premier revers, montrant un aigle tenant une couronne dans son bec, se révèle impopulaire et est remplacé par un aigle héraldique.
La hausse du prix de l’or rend la fonte de ces pièces rentable pour récupérer le métal précieux, et en 1804, le président Thomas Jefferson met fin à la frappe des eagles ; cette dénomination n'est plus produite pour la circulation pendant plus de trente ans. Quatre pièces datés de 1804 sont frappés en 1834 pour être inclus dans des ensembles de monnaies américaines destinés à être offerts à des souverains étrangers. Ces pièces de 1804 dites « Plain 4 » se distinguent des eagles réellement frappés en 1804 par la forme du chiffre « 4 » dans la date, et comptent parmi les monnaies américaines les plus précieuses.

## Contexte
En 1791, le Congrès adopte une résolution autorisant le président George Washington à créer une monnaie nationale. Estimant que cette résolution est insuffisante, Washington demande aux législateurs de voter une loi complète qui régit la nouvelle institution. Le résultat est le Coinage Act de 1792, qui fixe les spécifications des nouvelles pièces américaines, la plus haute dénomination étant l’eagle, ou pièce de dix dollars.
Après l’adoption de cette loi, la Monnaie est installée à Philadelphie et, dès 1793, elle frappe des cents et des demi-cents. La frappe des pièces en métal précieux est retardée, car le Congrès exige que l’essayeur et le chef monnayeur déposent chacun une caution de 10 000 dollars, somme énorme pour l’époque. En 1794, le Congrès réduit la caution du chef monnayeur à 5 000 dollars et celle de l’essayeur à 1 000 dollars, ce qui permet aux personnes nommées par Washington à ces postes de remplir les conditions et de prendre leurs fonctions. Cette même année débute la frappe des pièces en argent.
Le premier dépôt d’or destiné à être transformé en pièces a lieu à la Monnaie en février 1795, effectué par Moses Brown, de Boston. Vers mai 1795, le premier directeur de la Monnaie, David Rittenhouse, confie au graveur Robert Scot la préparation des coins pour une émission de pièces d’or. Rittenhouse démissionne en juin, avant que le projet n’aboutisse, et est remplacé par Henry de Saussure. Ce dernier entre en fonction le 9 juillet 1795 et s’empresse d’accélérer la réalisation du projet de pièces d’or. Il annonce également que la Monnaie va frapper les premières pièces d’or de la jeune nation. Les premiers demi-eagles (pièces de cinq dollars) sont frappés 22 jours plus tard. Les coins pour les eagles sont préparés, très probablement, par Scot et par Adam Eckfeldt, employé de longue date de la Monnaie.

## Dessin
Les trois modèles de la pièce de 10 dollars Turban Head — l’avers et les deux revers — sont tous de la main de Robert Scot. Ils sont identiques à ceux utilisés sur d’autres pièces d’argent et d’or de la même période, la Monnaie n’apposant pas encore la valeur faciale sur les pièces d’or. L’origine de l’avers de Scot reste incertaine. L’historien de l’art Cornelius Vermeule note une ressemblance entre la représentation de la Liberté sur l’eagle et le portrait figurant sur le demi-disme de 1792 (en), considéré par certains comme la première monnaie fédérale, et avance l’hypothèse que l’inspiration ultime pourrait avoir été Martha Washington, l’épouse du président. Il soutient également qu’un buste ne devrait comporter de draperie que s’il est destiné à faire partie d’une statue : « Le classicisme gréco-romain a été mal compris ici ».
L’historien numismatique Walter Breen estime que Scot a probablement « copié une gravure contemporaine, aujourd’hui perdue, représentant une reproduction romaine d’une déesse hellénistique, modifiant la coiffure, ajoutant une draperie et un bonnet souple surdimensionné ». Breen rejette l’idée de Vermeule selon laquelle le bonnet serait un pileus, chapeau offert aux esclaves affranchis comme symbole de liberté. À l’appui de son argument, il cite une lettre de 1825 du directeur de la Monnaie de l’époque, Samuel Moore, affirmant que le bonnet représenté sur les pièces d’or « n’était pas le bonnet de la Liberté dans sa forme, mais probablement conforme à la mode vestimentaire du moment ». L’auteur numismatique David Lange considère, lui, qu’il s’agit d’un bonnet de type mob cap, très en vogue à l’époque.
Le revers figurant sur l’eagle de 1795 jusqu’à la mi-1797 représente un aigle tenant dans ses serres une couronne de laurier de la victoire, perché sur une branche et entouré du nom de la nation. Vermeule estime que l’apparence de l’oiseau est « difficile à décrire », mais qu’il possède « une individualité affirmée et un charme presque rustique ». Breen suggère que la branche est celle d’un palmier, en hommage à Henry de Saussure, originaire de Caroline du Sud. À partir de 1797, le revers adopte un aigle héraldique inspiré du Grand Sceau des États-Unis. Breen relève ce qu’il considère comme une erreur de Scot : l’oiseau tient à la fois des flèches et une branche d’olivier, mais les flèches sont placées dans la serre droite, considérée comme la dominante, ce qui symbolise une préférence pour la guerre plutôt que pour la paix.

## Production

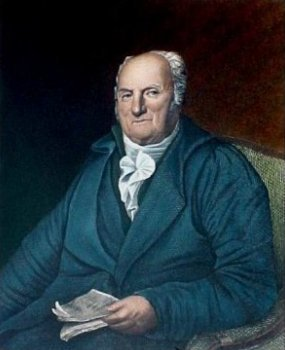
Le directeur de la Monnaie, Elias Boudinot, demande au graveur Robert Scot de redessiner le revers de l’eagle « Turban Head ».

La frappe des eagles commence peu après celle des demi-eagles, bien que la date exacte demeure incertaine. Le premier lot serait frappé en août et septembre 1795 ; 1 097 pièces sont mises en circulation le 22 septembre. Quatre cents d’entre elles sont immédiatement remises à la Bank of Pennsylvania (en), qui a déposé de l’or à la Monnaie pour qu’il soit frappé en pièces de 10 dollars. Une pièce est conservée par Adam Eckfeldt pour la collection numismatique de la Monnaie.
L’auteur numismatique Dean Albanese juge peu probable la légende selon laquelle George Washington aurait fourni l’or pour les 400 premiers eagles : immobiliser 4 000 $ en numéraire aurait représenté une part importante de son capital, sans rendement. Il avance toutefois que, de nombreuses pièces de 1795 subsistant en excellent état, Washington a peut-être fait acheter ces pièces par le gouvernement pour les offrir à des dignitaires. Selon certains témoignages, un eagle est bien remis à Washington, mais il reste incertain qu’il provienne de cette première émission.
Dans les années 1790, la fabrication des coins monétaires est difficile, coûteuse et longue. La reproduction mécanique de tels coins n’est pas encore possible ; ainsi, les pièces d’une même année frappées à partir de matrices différentes peuvent être distinguées les unes des autres. Les coins encore utilisables en fin d’année sont souvent réemployés, parfois avec la date régravée. Ces différents coins expliquent certaines variétés remarquables aujourd’hui : par exemple, certains eagles de 1795 présentent 13 feuilles sur la branche de palmier, tandis que d’autres n’en montrent que neuf.
La frappe des eagles est interrompue à la fin de 1795 en raison du décès de l’essayeur de la Monnaie des États-Unis, Albion Cox. À cette époque, la Monnaie utilise des presses à vis manuelles pour frapper les pièces : produire de grandes pièces de cette manière, uniquement par la force musculaire, est difficile, et peu de pièces « Turban Head » présentent une empreinte nette de l’ensemble du dessin. À la fin de 1795, la Monnaie a encore 176 eagles en stock ; la frappe reprend — avec des coins datés de 1795 — à la fin de mars 1796, après que la majeure partie de ce stock est distribuée.
Le demi-eagle, proche en taille de plusieurs pièces d’or étrangères comme la guinée britannique ou le louis d’or français, est bien accepté dans le commerce international et adapté à de nombreuses transactions. Henry De Saussure aurait choisi de le frapper en premier pour cette raison, après consultation avec des banquiers. L’eagle, dépourvu d’équivalent et d’une valeur trop élevée pour de nombreux usages, devient vite impopulaire.
Les pièces de dix dollars portent initialement 15 étoiles à l’avers, représentant les 15 États en 1795. Avec l’admission du Tennessee en 1796, une seizième étoile est ajoutée ; les premières pièces eagles de 1796 sont livrés le 2 juin, au lendemain de l’entrée du Tennessee dans l’Union. Breen note que l’adhésion du Tennessee étant incertaine jusqu’à peu avant le 1er juin, les coins à 16 étoiles n’ont probablement été préparés que juste avant cette date. D’autres pièces de 1796, de plus petite valeur, sont connues pour avoir été frappées sur des flans polis afin d’être offertes lors des célébrations ; il est probable que certains eagles soient produits de la même façon. Anticipant l’entrée de nouveaux États, la Monnaie décide ensuite de ne représenter que 13 étoiles, en hommage aux États fondateurs.
La production monétaire de la Monnaie est réduite à cause des épidémies de fièvre jaune à Philadelphie en 1796, 1797, 1801 et 1803 ; dans ces années-là, moins de pièces sont frappées, la priorité allant aux plus populaires.
Le public n’aime pas le revers original de Robert Scot, jugeant l’aigle trop maigre et indigne d’une grande nation. Le nouveau directeur de la Monnaie, Elias Boudinot, demande à Scot de le refaire. Le motif dit « Heraldic Eagle » est frappé sur les pièces de deux dollars et demi 8quarter eagle) dès 1796, mais n’apparaît sur l’eagle qu’en 1797 ; l’autre pièce d’or, le demi-eagle, adopte ce revers en 1798. Le dessin initial (« Plain Eagle ») n'est produit qu’en faible quantité : 13 344 exemplaires en trois ans. Certains coins de 1797 sont modifiés avec un « 8 » gravé sur le dernier « 7 » de la date (1798/7) ; ces pièces sont les seules datés de 1798. Des coins non modifiés de 1797 sont toutefois utilisés après les 1798/7, ce qui se voit au fait que le même coin de revers sert aux deux émissions, présentant plus d’usure sur les pièces datées 1797.
Tous les eagles frappés à partir de 1798 portent seulement 13 étoiles à l’avers, mais certains 1798/7 montrent neuf étoiles à gauche et quatre à droite, d’autres sept à gauche et six à droite. Seulement 2 000 eagles sont frappés en 1798, mais l’année suivante la demande explose : plus de 37 000 sont produits.
La teneur en métaux précieux des pièces américaines est fixée de manière à ce que l’or vaille quinze fois l’argent au poids. Vers 1800, ce ratio passe à environ 15,75 pour un, rendant rentable pour les commerçants l’achat de pièces d’or à leur valeur faciale en les payant avec de l’argent, puis leur exportation en Europe. L’or disparaît ainsi de la circulation aux États-Unis dès 1800. En 1801, presque aucun lingot n’est déposé à la Monnaie, poussant l’administration Jefferson à envisager sa fermeture. L’eagle, plus grand et plus précieux, est particulièrement recherché à l’exportation. Bien que la Monnaie reste ouverte, le 31 décembre 1804, Thomas Jefferson ordonne l’arrêt de la frappe des eagles et des dollars en argent, mettant fin à la série des eagles « Turban Head ».
Le numismate Q. David Bowers estime que, bien qu’une majorité d’eagles soient restés aux États-Unis, assez sont exportés pour que leur production devienne inutile. La frappe des eagles ne reprend qu’en 1838, après que le Congrès réduit la teneur en or des pièces américaines, supprimant ainsi l’incitation à les exporter, avec un nouveau dessin de Christian Gobrecht,.

## Émissions de 1804

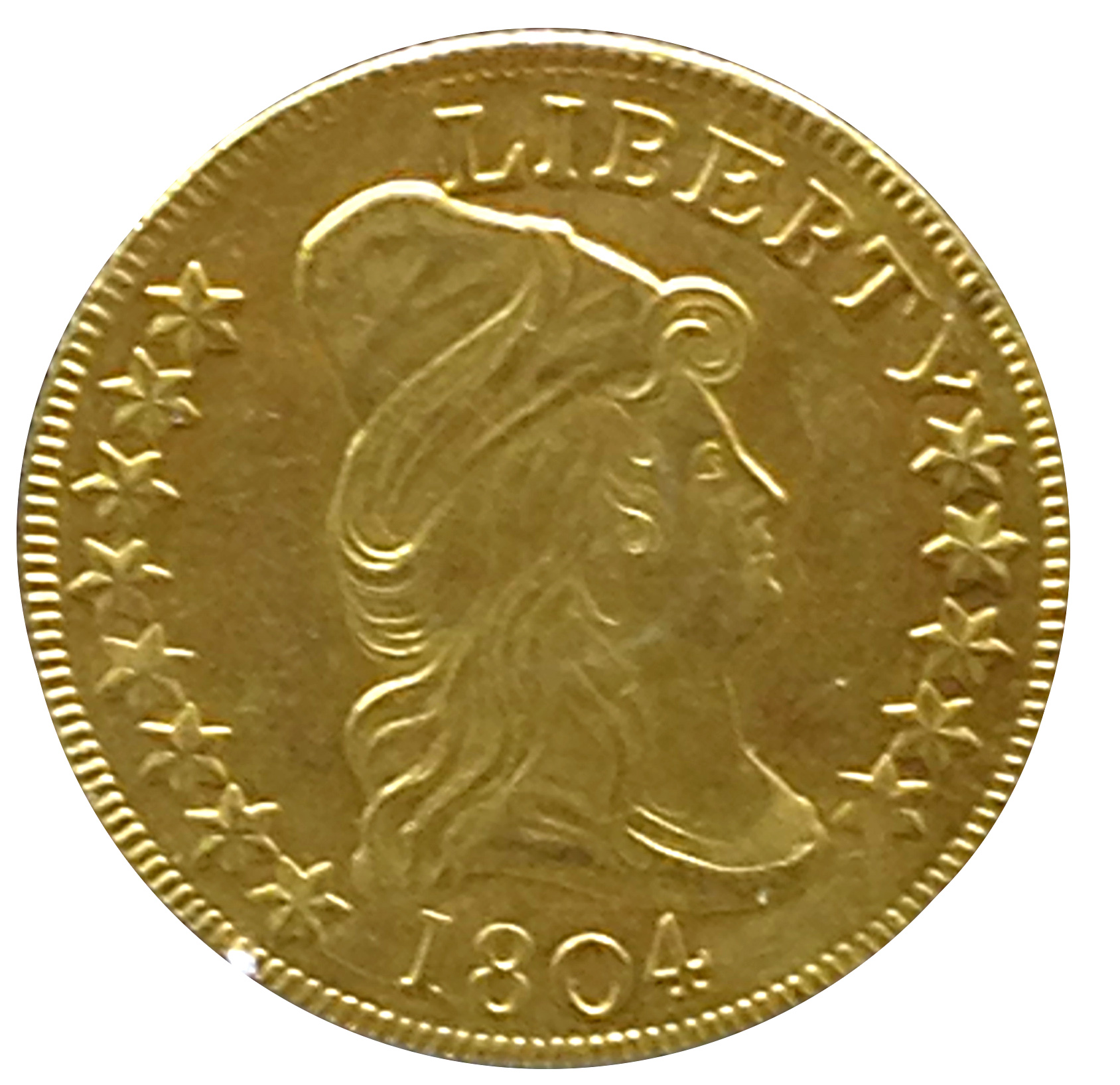
Eagle « crosslet » de 1804.

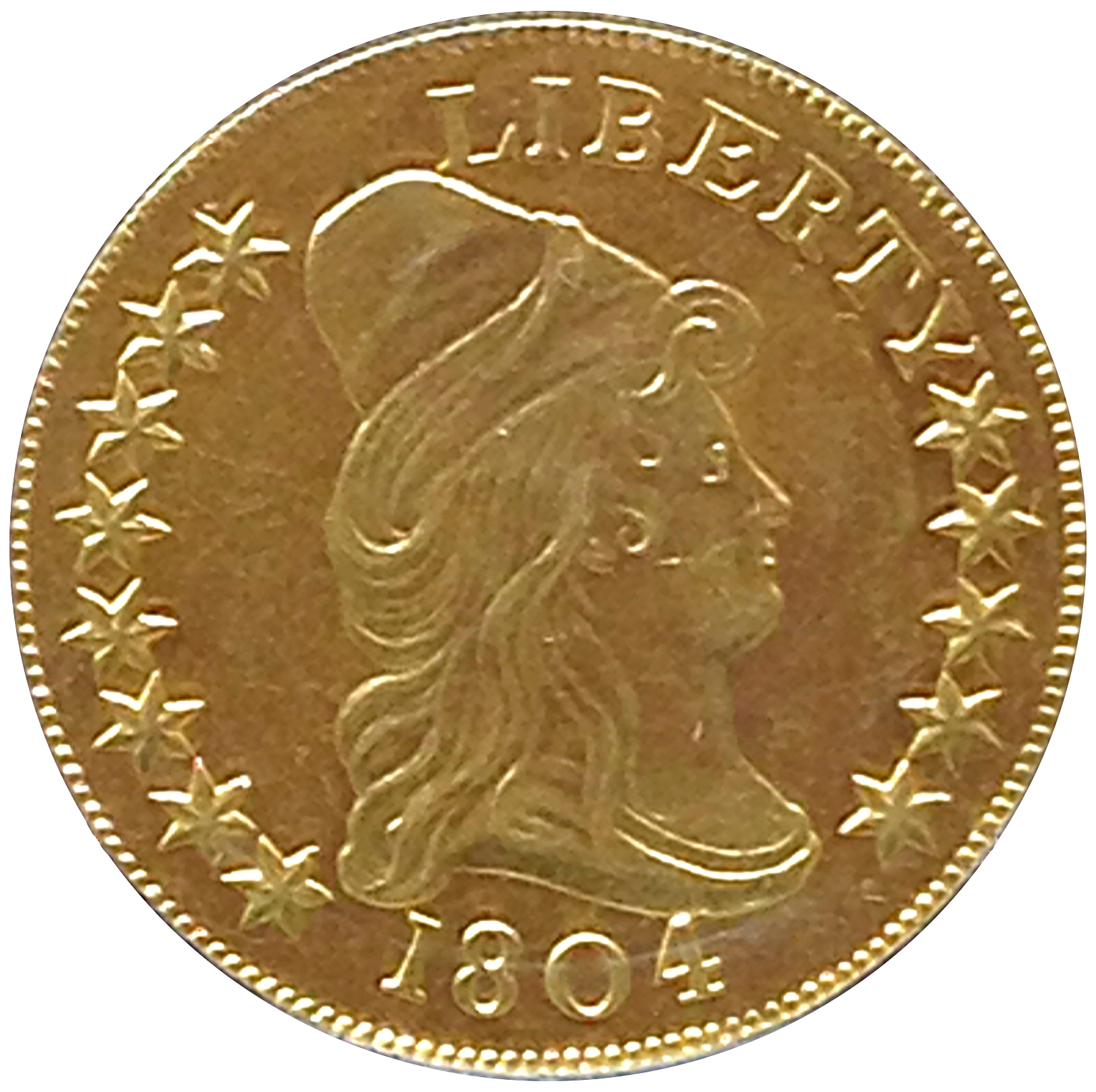
Eagle « Plain 4 » de 1804, le seul exposé au public.

Bien que la Monnaie frappe en 1804 des eagles datés de 1803, un total de 3 757 exemplaires datés 1804 sont également produits cette année-là. Ces pièces, appelées variété « Crosslet 4 », sont en grande partie fondues à l’époque, et les rares exemplaires connus aujourd’hui sont très recherchés par les collectionneurs. Dans son Red Book de 2012, R.S. Yeoman estime un « Crosslet 4 » à 125 000 $ en qualité MS-63, et à 55 000 $ en état « Almost Uncirculated-50 ».
Beaucoup d’eagles « Turban Head » subsistants sont vendus dans les années 1850 et au-delà par des agents de change à des marchands ou des collectionneurs, à mesure que la numismatique gagne en popularité et que ces pièces prennent une légère valeur au-dessus de leur poids en métal précieux.
En 1834, le gouvernement américain prévoit d’offrir un ensemble de pièces en circulation à quatre souverains asiatiques avec lesquels les États-Unis ont soit conclu des accords, soit espèrent négocier. Ni le dollar en argent ni la pièce de dix dollars n'ont été frappés depuis 1804, mais ils sont encore considérés comme pièces courantes. Mettre la date réelle de frappe semblerait enfreindre l’interdiction instaurée par Jefferson, toujours en vigueur. Le directeur de la Monnaie, Samuel Moore, décide donc de frapper des dollars et eagles datés 1804 pour ces ensembles. Quatre eagles sont ainsi produits, se distinguant des pièces frappées trente ans plus tôt par l’absence de petit empattement (« crosslet ») à droite de la barre du chiffre 4.
Deux de ces ensembles sont remis au sultan de Mascate et au roi de Siam, avant que le diplomate chargé de la mission, Edmund Roberts, ne meure de maladie à Macao, entraînant l’abandon du projet. Les deux ensembles restants sont renvoyés aux États-Unis.
L’existence des pièces « Plain 4 » est révélée en 1869, lorsqu’une d’entre elles est reproduite dans l’American Journal of Numismatics. Leur importance et leur histoire ne sont pas reconnues immédiatement, et cette révélation ne suscite aucune excitation particulière. On ignore comment les ensembles revenus aux États-Unis sont dispersés. Celui offert au roi de Siam est vendu aux enchères par les descendants d’Anna Leonowens, institutrice des enfants du roi Mongkut de Siam dans les années 1860, bien que les circonstances de son acquisition restent mystérieuses.
Aujourd’hui, trois de ces pièces se trouvent dans des collections privées, tandis que la quatrième appartient à la collection Harry W. Bass, Jr., exposée au Money Museum de l’American Numismatic Association à Colorado Springs, dans le Colorado. L’ensemble du Siam s’est vendu récemment pour 8,5 millions de dollars. Selon son expérience de marchand de monnaies, Dean Albanese estime que l’eagle contenu dans cet ensemble n’est pas l’original, mais l’un des quatre eagles « Plain 4 » de 1804, acheté pour remplacer celui qui a été vendu à un collectionneur.

## Valeur numismatique
La valeur numismatique de la pièce de 10 dollars Turban Head est extrêmement élevée, principalement en raison de sa rareté exceptionnelle, de sa signification historique et de son précieux contenu en or. Ces pièces sont aujourd'hui principalement trouvées lors d'enchères numismatiques d'élite et dans des collections de musées, et les pièces bien conservées peuvent atteindre des prix à sept chiffres. Un exemplaire de 1804 « Plain 4  s'est vendu pour 8,5 millions de dollars, tandis que d'autres ont atteint jusqu'à 3 960 000 $ en MS-66. Chaque année de frappe est considérée comme rare, mais certaines sont particulièrement recherchées : le 1795, la toute première émission, peut valoir jusqu'à 1 397 500 $ en MS-65 ; le 1797, année de transition de design entre le Small Eagle (pouvant atteindre 557 351 $ en MS-63) et le Heraldic Eagle (jusqu'à 234 500 $ en MS-64), offre des variétés distinctes ; et l'eagle de 1804, dont la variété « Crosslet 4 » peut s'élever à 276 328 $ en MS-63, est l'une des plus rares. Des variantes notables, telles que les surdates comme le 1798/7, dont certains exemplaires ont atteint 680 900 $ en MS-63, ou les différences dans le nombre de feuilles ou d'étoiles comme celui de 1795 avec 9 ou 13 feuilles, ou de 1799 avec de petites ou de grandes étoiles, augmentent également leur valeur pour les collectionneurs. En tant que fondement du monnayage d'or américain, la pièce de 10 dollars Turban Head reste un objet de collection très prisé, symbolisant les ambitions économiques et financières des États-Unis naissants,.